# Habropoda tristissima
Habropoda tristissima là một loài Hymenoptera trong họ Apidae. Loài này được Cockerell mô tả khoa học năm 1904.